# Brovandene
Brovandene er et område ved Skagen i forlængelse af Nedermosen.
På Skagensmalerenes tid var området hede og moseområde.
Brovandene ses som motiv i et par af malernes værker, — hos P.S. Krøyer, Adrian Stokes og Michael Ancher.
I 1949 blev en losseplads etableret på dele af området. 
Nu ser man også navnet Brovandene gå igen hos Andelsboligforeningen Brovandene og Brovandeskolen.